# Pristomerus kaemmeli
Pristomerus kaemmeli är en stekelart som beskrevs av Krieger 1912. Pristomerus kaemmeli ingår i släktet Pristomerus och familjen brokparasitsteklar. Inga underarter finns listade i Catalogue of Life.